# Ophioninae
Ophioninae es una subfamilia de avispas de distribución mundial de la familia Ichneumonidae. Tiene 32 géneros, es muy abundante en las regiones tropicales. Sus especies son endoparasitoides koinobiontes de larvas de Lepidoptera, especialmente de las familias Noctuidae, Lasiocampidae, Lymantriidae, Saturniidae, Geometridae, Arctiidae y Sphingidae. Si bien también una especie de Ophion parasita a un escarabajo (Coleoptera).
Generalmente son grandes, delgados, de color naranja con el abdomen comprimido y curvado. Miden 6-29 mm. Tienen ocelos grandes, son activos de noche y son atraídos por las luces artificiales. Se los encuentra en una variedad de hábitats. El ovipositor es corto y filoso, capaz de perforar la piel humana, a diferencia de la vasta mayoría de los icneumónidos, que no pueden picar. La pupa tiene forma ovoide con una banda clara central, característica de esta subfamilia.

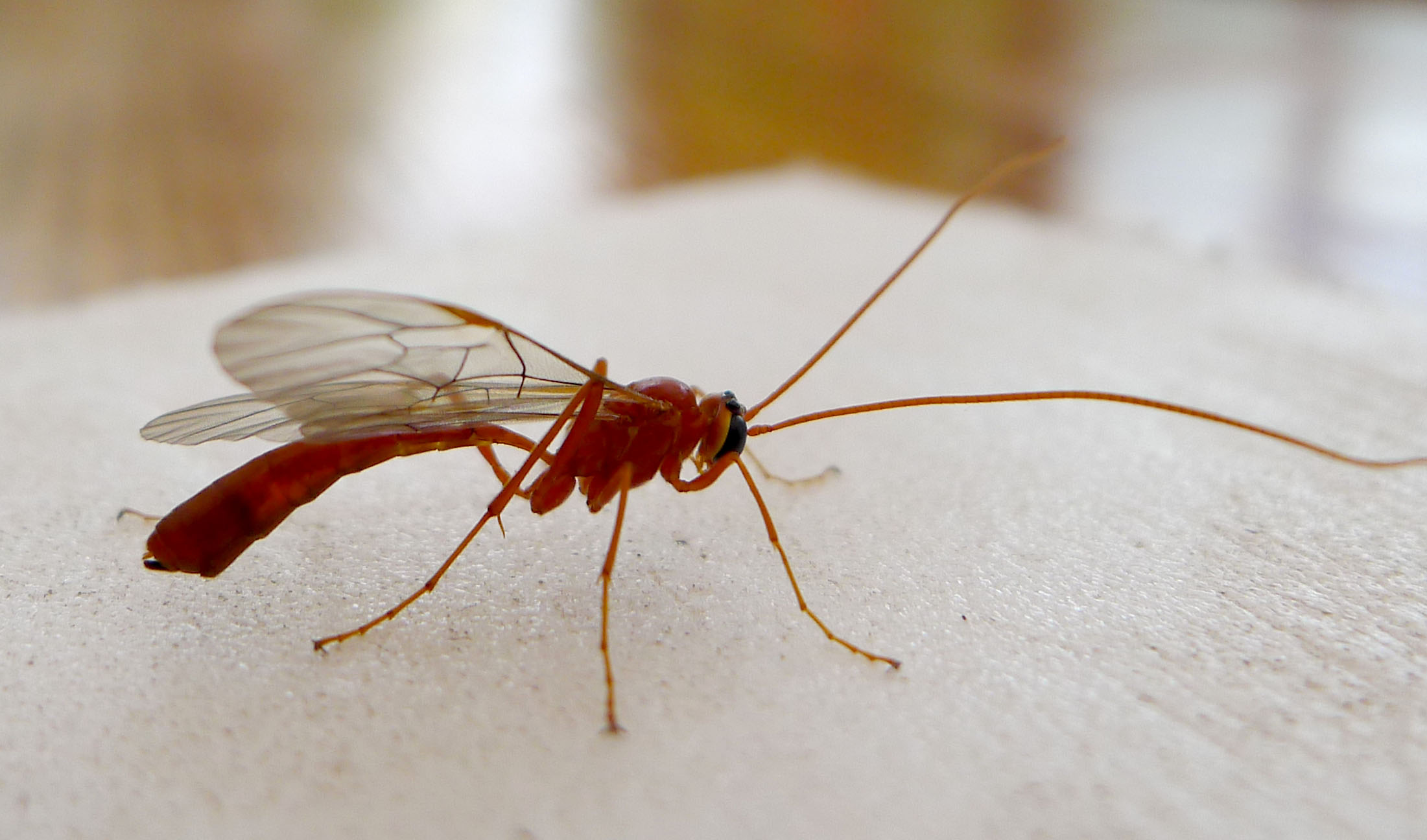
Ophion sp.